# Ernesto Tomasini

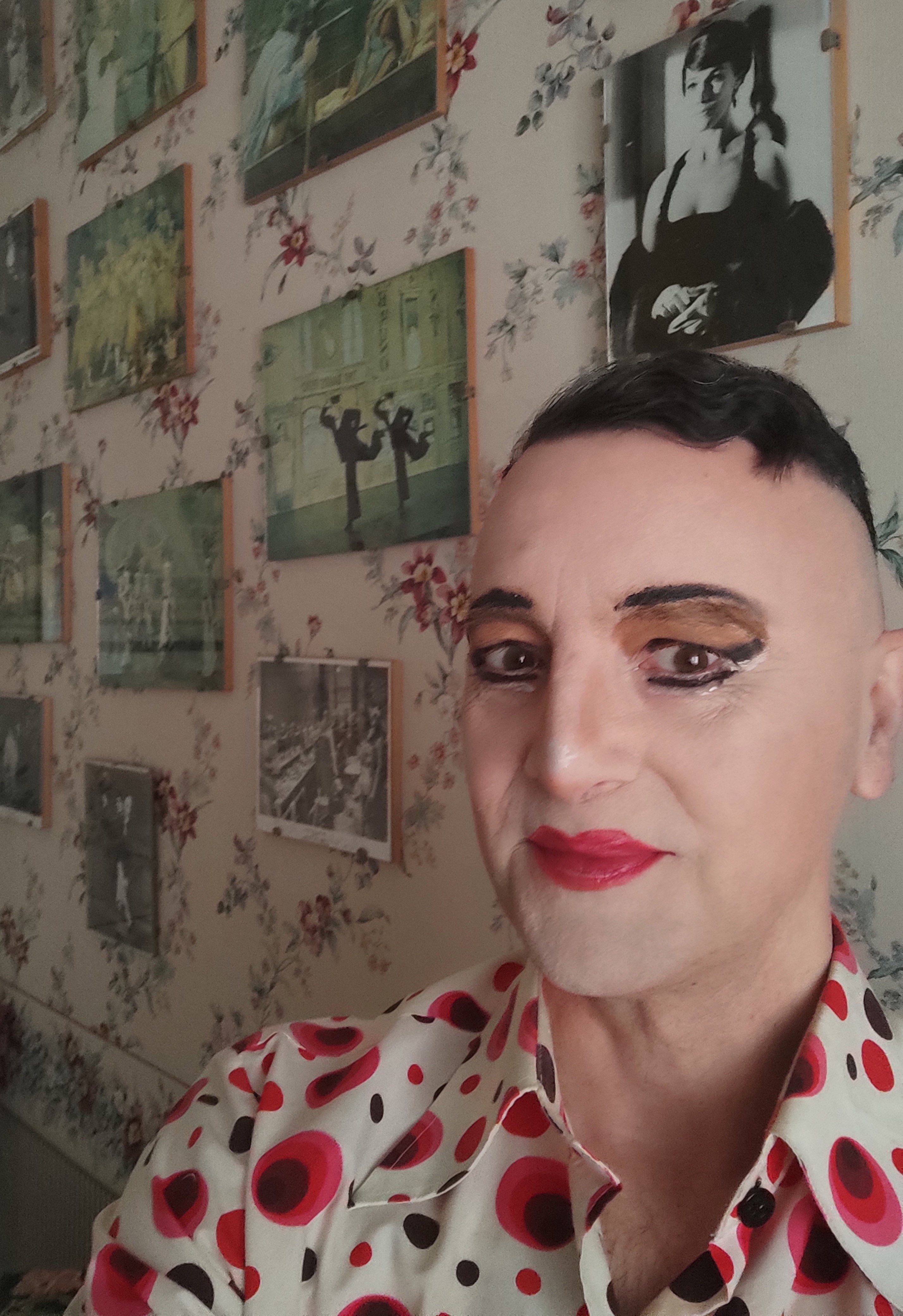
Ernesto Tomasini (2024)

Ernesto Tomasini (* 15. Mai 1968 in Palermo, Italien) ist ein italienischer Schauspieler, Sänger und Autor, der in Großbritannien lebt. Tomasini hat mittlerweile eine zwanzigjährige Bühnenkarriere hinter sich und macht in den letzten Jahren verstärkt durch seine Ausflüge in die zeitgenössische Musik von sich reden.

## Frühe Darbietungen
Tomasini ist seit seinem sechzehnten Lebensjahr in der italienischen Theaterszene aktiv, was renommierte Bühnen ebenso einschließt wie Kleinkunst. Der Anekdote nach war er in Palermo schon als Kind für seine Sopran-Arien bekannt, die er in den Straßen und unter Freunden sang, bis der Eigentümer einer kleinen Hafenkneipe ihn bat, in seinem Club aufzutreten. Während seiner Teenagerzeit trug Ernesto zahlreiche Sketche und Lieder (hauptsächlich aus Musicals der englischen Ikone Julie Andrews) in Klubs und auf kleinen Kabarettbühnen vor. Vor seinen Eltern hielt er seine Theateraktivitäten lange Zeit geheim, recht spät erfuhr seine Mutter aus der Presse von der Karriere ihres Sohnes.

## Bühnenkarriere
Als er seine Talente mehr und mehr ausbaute, hielt er Einzug in exklusivere Theaterclubs, bis er letztlich auf bekannten Bühnen Italiens neben international anerkannten Stars spielte und sang. Einer der ersten Karriere-Höhepunkte war seine Rolle in Franz Xaver Kroetz „Der Weihnachtstod“. Trotz seiner Erfolge auf dem Theater verlor er nie den Bezug zum Kabarett. Für das italienische Fernsehen arbeitete er mit Komikern wie Nino Frassica zusammen, 1992 wurde er für seine Charakterentwürfe für die  TV-Show Scuola di Cabaret mit einem Preis ausgezeichnet. Mitte der 1990er Jahre ging der bislang autodidaktisch geschulte Tomasini nach Großbritannien, wo er ein Schauspiel-Studium an der Arts Educational London School absolvierte. Gleichzeitig verfolgte er auch dort seine Karriere weiter, spielte auf Westendbühnen ebenso wie in experimentellen Off-Beat-Theatern. Als avantgardistischer Komiker und Kabarett-Künstler hat er in Theatern, Museen und Nachtclubs in zwölf Ländern gespielt und mit Künstlern wie dem Komponisten Stephen Montague und dem Performer Ron Athey zusammengearbeitet.
Nachdem Tomasini schon gegen Ende der 1990er Jahre Erfahrungen mit eigenen kleinen Produktionen gemacht hatte (so beispielsweise das Musical The Other Woman) konzentrierte er sich im neuen Jahrtausend zunehmend auf eigene Shows. Sein erster großer Erfolg war die von der Time-Out-Kritikerin Lucy Powell nach Entwürfen Tomasinis verfasste Show True or Falsetto? A Secret History of the Castrati, die am Edinburgh Festival Premiere hatte, später dann in London aufgeführt wurde und auf internationale Tournee ging. Es folgte ein von Tomasini selbst verfasstes Stück The Veiled Screen: A Secret History of Hollywood! welches vom englischen Kunstrat gesponsert wurde. Tomasinis Stil wird gerne als dunkle, opernhafte Mischung aus italienischem Kabarett, avantgardistischer Performancekunst und nachdenklichem Varieté beschrieben.

## Musik
In den letzten Jahren hat Tomasini seine Stimme einer Vielzahl von experimentellen Musik-Projekten geliehen. Charakteristisch für Tomasinis Gesangsstil ist sein oftmals unberechenbarer Wechsel von Bass über Bariton bis zu Falsett, die zusammen mit seinen androgynen Outfit und seiner ekstatischen Choreografie gerne als exzentrisch beschrieben wird. Vergleiche mit Klaus Nomi und Carmelo Bene, den er auch als Einfluss bezeichnet, werden gerne gezogen.
Tomasini arbeitet in den letzten Jahren häufig mit dem griechischen Komponisten und Pianisten OTHON zusammen, der ihn als seine Muse betrachtet und zahlreiche Songs für Tomasinis Stimme schreibt. Das erste Resultat ist die 2008 erschienene CD „Digital Angel“, auf der Tomasini (neben weiteren Stücken mit Marc Almond und David Tibet von der Band Current 93) eine Reihe von Liedern zu Klavierbegleitung singt. Als Othon & Tomasini ist das Duo in zahlreichen europäischen Konzertsälen, Theatern und Kirchen aufgetreten. Sie spielen auf Modenschauen und haben einen Song zum Soundtrack von Bruce LaBruce Zombiefilm Otto; or, Up with Dead People  beigesteuert. 2007 veröffentlichte Tomasini mit dem Turiner Bassisten Fabrizio Modonese Palumbo (von der Post-Rock-Band Larsen) das Album Canes Venatici, welches seine Stimme in einen raueren musikalischen Kontext stellt. Tomasini hat eine große Affinität zu Musikarten jenseits von Oper, Musical und Kabarett. Dies schließt Post-Punk und Metal ebenso ein wie experimentelle Klangcollagen. Bei Liveauftritten interpretiert Tomasini bereits Songs von Bands wie Venom und Judas Priest. Zu seinen Kollaborateuren aus dem experimentellen Lager zählen unter anderem Andrew Liles (bekannt von seinen Arbeiten mit Nurse With Wound) und Peter Christopherson (u. a. Throbbing Gristle und Coil). Mit letzterem und dessen Band The Threshold HouseBoys Choir spielte er zusammen mit OTHON, David Tibet und Ivan Pavlov einen neuen Soundtrack zu Derek Jarmans Film The Angelic Conversation von 1985 ein, dessen Original-Score von Coil war. Die Neuvertonung fand im Ambrosio Kino in Turin zu Ehren des 2004 verstorbenen Coil-Sängers John Balance statt. Bei einem Current 93-Auftritt in der Londoner Queen Elisabeth Hall hatte Tomasini neben Marc Almond und Antony Hegarty von Antony and the Johnsons einen Gastauftritt.

## Diskografie
- Black Widow (2007, Teil der Vortex Vault-Reihe von Andrew Liles)
- Black Sea (2007, Teil der Vortex Vault-Reihe von Andrew Liles)
- When I Leave You (Single, 2007, mit OTHON)
- Canes Venatici (2007, mit Fabrizio Modonese Palumbo)
- Otto; or, Up With Dead People (2008, mit OTHON Beitrag zum Soundtrack)
- Digital Angel (2008, mit OTHON)
- The Hunting Dogs of Boötes the Heardsman (2010, mit Fabrizio Modonese Palumbo)
- Last Night I Paid To Close My Eyes (single, 2011, mit Othon und Marc Almond)
- Impermanence, Cherry Red/SFE (2011, mit Othon, Marc Almond und Camille O’Sullivan)
- Impermanence, Cherry Red/SFE (Single, 2012, mit Othon)
- Düde, Tin Angel Records (album, 2012, mit XXL)
- Messier Objects, Tourette Records (Album 2013, mit Almagest!)
- L'Enfant et le Ménure, Lizard Records (Album, 2013, mit InSonar)
- Dawn Yet To Come, Cherry Red/SFE (Single, 2014)
- Pineal, Cherry Red/SFE (Album, 2014)
- Devotional Songs, Honest Jon (Album, 2016)
- Madame E, Undogmatisch (Album, 2017)

## Theater, Musiktheater, Varieté und Performance
- The LA Italian Revue (Varieté – 1984, USA)
- The Victoria Series (Kabarett – 1988/93, I)
- Morte nella notte di Natale (Stück – 1988, I)
- Ballarò (Stück – 1989, I)
- Support für Nino Frassica (Kabarett – 1991, I)
- Nasci lu iornu (Musical – 1993, I)
- Volti Lunari (Stück – 1994, UK)
- Reunion in Genthin (Stück – 1995, UK)
- Grand Hotel – The Musical (Musical – 1995, UK)
- The Tempest (Stück – 1995, UK)
- Varietè (Operetta – 1996/97, UK)
- The Lenny Beige Show (Varieté – 1998, UK)
- The Other Woman (Musical – 1998/99, UK)
- The Conquering Hero of Seville (Stück – 1999, UK)
- The Amazing Tomasini (Kabarett – 2001, UK)
- Mr China's Son (Multimedia-Musiktheater – 2002, UK)
- True or Falsetto? A Secret History of the Castrati (Musical/Monodrama – 2002–2007, UK + Welttournee)
- The Englishman Sits in a Caravan at St Osyth/Singing (Oper – 2003, UK)
- Cabaret – The Musical (Musical – 2003, UK)
- Chicago – The Musical (Musical – 2004/05, UK)
- The Veiled Screen: A Secret History of Hollywood (Musical/Monodrama – 2005/06, UK)
- Stars Fall From Heaven (Performance – 2006, UK)
- Camurrìa! (Musical – 2008, UK)
- The History of Ecstasy (Performance – 2009, I)
- Tomasini/Macabra Trans4Leben, London (Performance – 2011, D)
- Lascia o raddoppia? (Performance – 2011, UK)
- Petit Cheval Blanc (Stück – 2013, India)
- Aida (Musical – 2014, I)
- Mamma Schiavona (Stück mit Musik – 2014, I)

## Radio, TV, Film
- Premio Anna Magnani (RAI 3, TV – 1990, I)
- Woman's Hour (BBC Radio 4 - 1998, UK)
- Outlook (BBC World Radio – 2002)
- Thunderpants (Pathè, Film – 2002, UK)
- Walking the Outer Road (Radio New Zealand – 2003, NZ)
- Crowded Skies (BBC2, TV – 2003, UK)
- Dream Team (Sky, TV – 2004, UK)
- The Bottle Factory Outing (BBC Radio 4 - 2005, UK)
- Children of Men (Universal Pictures, Film – 2006, USA)
- Siglo 21 (Radio 3 Nacional de España – 2007, E)
- Otto; or, Up with Dead People (Soundtrack – 2008, D)
- The Angelic Conversation mit The Threshold HouseBoys Choir in Turin (Live-Soundtrack – 2008, I)
- Othon & Tomasini en vivo a la Bienal de Zamora (Radio Nacional de España – 2009, E)
- Forget Me Not (Quicksilver Films, Film – 2010, UK)
- Carne cruda (Othon & Tomasini en vivo y entrevista) (Radio Nacional de España – 2010, E)
- Last Night I Paid To Close My Eyes (music video – Cherry Red/SFE – 2011, UK/Dm)
- Impermanence (music video – Cherry Red/SFE – 2012, UK/Dm)
- Himmlische Stimmen – Das Erbe Farinellis (Tico Films – 2013, I/UK/Au/Gr)